# La Meute (X-Files)
Pour les articles homonymes, voir La Meute.
La Meute (Home) est le 2e épisode de la saison 4 de la série télévisée X-Files. Dans cet épisode, Mulder et Scully sont confrontés à une famille de fermiers qui vivent en autarcie et sont atteints de diverses malformations.
Le scénario a été écrit par Glen Morgan et James Wong dans le but avoué d'être aussi choquant que possible. Le duo a été inspiré par des événements réels. Très controversé, l'épisode a été le premier de la série dont la diffusion a été précédée d'un avertissement aux téléspectateurs concernant la violence de son contenu et le seul à être déconseillé aux moins de 17 ans. Il a été globalement bien accueilli par la critique. Selon les analystes, c'est une satire du rêve américain et il aborde également les thèmes de la mondialisation et de la nature du lien maternel.

## Résumé
Dans le village de Home, en Pennsylvanie, une femme donne naissance à un bébé horriblement déformé. Trois hommes, atteints eux aussi de malformations, l'enterrent dans un champ près de leur ferme. Le corps est retrouvé par des enfants jouant au base-ball, et le shérif Taylor demande l'aide du FBI. Mulder et Scully sont envoyés sur les lieux et apprennent du shérif que la ferme près de laquelle a été retrouvé le corps appartient à la famille Peacock depuis la guerre de Sécession et qu'elle est habitée par trois frères qui vivent totalement isolés du monde extérieur. Le shérif laisse également entendre que les Peacock se reproduisent entre eux depuis plusieurs générations.
Lors de l'autopsie, Scully découvre que le bébé a été enterré vivant. Elle émet l'idée que ses malformations sont génétiques et que, comme seuls les trois frères sont censés habiter la ferme, ceux-ci ont enlevé et violé une femme. Mulder et Scully se rendent chez les Peacock et trouvent la maison vidée de ses occupants. Ils découvrent toutefois des indices suffisants pour accuser les Peacock du meurtre du bébé. À leur insu, leur conversation est entendue par une femme cachée sous le plancher. Le shérif Taylor dresse des mandats d'arrêt contre les Peacock. Pendant la nuit, ces derniers s'introduisent chez les Taylor et tuent le shérif et sa femme.
Accompagnés par l'adjoint Barney Paster, Mulder et Scully retournent chez les Peacock. Paster est tué par un piège dès son entrée dans la maison, et Mulder et Scully libèrent alors les cochons de la ferme pour attirer les Peacock hors de chez eux. Les deux agents pénètrent dans la maison et trouvent une femme amputée des quatre membres cachée sous le lit. Ils découvrent qu'il s'agit de la mère des trois Peacock et qu'elle n'est pas leur prisonnière mais, au contraire, leur complice. Les trois frères attaquent Mulder et Scully quand ils se rendent compte que des intrus sont entrés chez eux. Deux des frères sont tués dans le combat qui s'ensuit mais le troisième s'enfuit en emmenant sa mère avec lui. En cavale, les deux Peacock survivants parlent de fonder une nouvelle famille.

## Distribution
- David Duchovny : Fox Mulder
- Gillian Anderson : Dana Scully
- Tucker Smallwood : le shérif Andy Taylor
- Chris Nelson Norris : Edmund Peacock
- Adrian Hughes : Sherman Peacock
- John Trottier : George Peacock
- Karin Konoval : la mère Peacock
- Sebastian Spence : l'adjoint Barney Paster

## Production

### Préproduction
La Meute marque le retour des scénaristes Glen Morgan et James Wong, qui avaient quitté X-Files au cours de la deuxième saison pour produire leur propre série, Space 2063. Après l'annulation de cette série au bout de seulement une saison, Morgan et Wong réintègrent l'équipe de scénaristes de X-Files pour sa quatrième saison. Dans le but de frapper un grand coup pour leur retour, ils décident d'écrire une histoire ambitieuse qui soit suffisamment choquante pour repousser les limites de ce qui se fait alors à la télévision. L'actrice Kristen Cloke, interprète de l'un des premiers rôles de Space 2063 et future femme de Glen Morgan, leur conseille à cette fin de lire des ouvrages traitant du survivalisme, de la nature et de l'évolution.
Le duo prend beaucoup de temps pour écrire le scénario. Pour les personnages des frères Peacock, Morgan et Wong s'inspirent de Brother's Keeper (1992), un documentaire sur l'histoire des quatre frères Ward, tous passablement illettrés, qui vivaient dans une ferme appartenant à leur famille depuis plusieurs générations et dont l'un avait été accusé du meurtre d'un autre avant d'être acquitté lors de son procès,. Peacock est le nom de famille d'un ancien voisin des parents de Glen Morgan. Un autre élément du scénario est inspiré par une anecdote figurant dans l'autobiographie de Charlie Chaplin. Chaplin y raconte qu'il avait rencontré une famille dont le fils était amputé des quatre membres et que ses parents l'avaient tiré de sous un lit pour le lui présenter.
Tucker Smallwood, qui joue le rôle du shérif Andy Taylor, interprétait un personnage récurrent de Space 2063. Andy Taylor est également le nom du shérif dans la série The Andy Griffith Show et il a lui aussi un adjoint prénommé Barney. Wong et Morgan souhaitent engager trois autres acteurs de cette série, James Morrison, Rodney Rowland et Morgan Weisser, pour jouer les rôles des trois frères Peacock mais cela ne s'avère pas faisable.

### Tournage
La plupart des plans de l'extérieur des bâtiments sont tournés à Surrey, une ville à l'architecture très variée. Un soin très particulier est apporté pour le choix des angles de caméra afin d'éviter de filmer des bâtiments trop modernes et de conserver ainsi l'impression d'être dans la campagne américaine. Le bâtiment utilisé pour la ferme des Peacock l'avait déjà été dans l'épisode Aubrey de la deuxième saison. Il avait été jugé tellement bien conservé que l'équipe de production décide de le réutiliser pour cet épisode. La Cadillac que conduisent les Peacock est trouvée dans une ferme des alentours de Vancouver. L'équipe de tournage la loue, la restaure et la repeint en rose.
Le réalisateur Kim Manners, qui prend le tournage très au sérieux car il estime que le scénario est un « classique de l'horreur tel qu'il a toujours voulu en voir », déclare que le plan du point de vue du bébé lors de la scène de son enterrement a été le plus terrible de sa carrière. Pour Tucker Smallwood, qui connaît très peu la série, l’expérience est déplaisante. À la lecture du scénario, il est surpris par sa violence. Lors du premier jour de tournage, il demande si la série est toujours aussi violente et s'entend répondre que c'est probablement l'épisode le plus horrible de toute la série. Pour la scène de la mort de son personnage, Smallwood insiste pour accomplir lui-même les cascades et se blesse à la tête. Enfin, il trouve également désagréable de devoir rester allongé face contre terre dans une mare de faux sang pendant plus d'une heure et demie. David Duchovny affirme pour sa part que le scénario ne l'a pas effrayé mais qu'il a été touché par les thèmes concernant le désir « de vivre et de se reproduire ».

### Postproduction
La chanson Wonderful! Wonderful!, rendue célèbre aux États-Unis par sa version chantée par Johnny Mathis, accompagne dans l'épisode l'expédition punitive menée par les Peacock contre le shérif. Après avoir lu le scénario, Mathis refuse que sa version soit utilisée et une reprise doit donc être enregistrée. David Nutter, réalisateur régulier de la série et ancien chanteur, envisage de s'en charger mais un chanteur au timbre de voix plus proche de celui de Mathis est trouvé à la dernière minute. Kim Manners explique qu'il voulait à tout prix utiliser cette chanson parce qu'elle a « un côté effrayant et dégueulasse que personne n'a jamais vraiment reconnu ouvertement ».
Dès la lecture du scénario, les responsables de Fox sont réticents envers cet épisode, qu'ils jugent « de mauvais goût » car ils estiment qu'il va trop loin. L'épisode est soumis à la censure concernant les hurlements que pousse le bébé lorsqu'il est enterré vivant. Les responsables de Fox demandent que le son soit altéré afin que le bébé paraisse malade et de montrer ainsi que les Peacock ne tuent pas simplement un bébé innocent.

## Accueil

### Diffusion et audiences
La Meute est le premier épisode de la série dont la diffusion est précédée d'un avertissement aux téléspectateurs concernant la violence de son contenu et le seul à être déconseillé aux moins de 17 ans. Le seul autre épisode de la série comportant un avertissement aux téléspectateurs sera Via negativa, un épisode de la huitième saison. Le côté horrifique de sa scène d'ouverture est particulièrement mis en avant, et l'épisode n'est pas rediffusé par la chaîne Fox, une première dans l'histoire de la série.
Lors de sa première diffusion aux États-Unis, l'épisode réalise un score de 11,9 sur l'échelle de Nielsen, avec 21 % de parts de marché, et est regardé par 18,85 millions de téléspectateurs.

### Accueil critique
L'épisode a été globalement bien accueilli par la critique. Le magazine Entertainment Weekly, qui lui donne la note de A, le décrit comme un épisode « audacieux et intelligent » qui constitue « l'une des heures les plus choquantes de l'histoire de la télévision » ainsi que comme une expérience visuelle intense. Le magazine Empire le classe à la 3e place des meilleurs épisodes de la série, estimant que c'est « l'épisode le plus sombre de toute la série » et, qu'avec ses méchants mémorables, sa scène d'ouverture « cauchemardesque » et son « final bourré d'action », il est « à juste titre désormais considéré comme un classique ». Pour le site IGN, qui le classe à la 2e place des meilleurs épisodes standalone de la série, l'épisode demeure « toujours aussi perturbant ». Dans son livre, Tom Kessenich le classe à la 5e des meilleurs épisodes de la série et évoque un sommet de l'horreur.
Le site The A.V. Club le classe parmi les 10 meilleurs épisodes de la série, Todd VanDerWerff lui donnant la note de A et mettant particulièrement en avant le scénario terrifiant, qui distille par moments des touches bienvenues d'humour noir, et la réalisation de Kim Manners, qu'il considère comme « le meilleur travail de mise en scène de toute la série ». Erin McCann, du Guardian, le classe parmi les 13 meilleurs épisodes de la série. Sarah Stegall, du site Munchkyn Zone, lui donne la note de 3/5, estimant que l'épisode est « effrayant tout en incitant à la réflexion » et que le scénario fait un « merveilleux travail de caractérisation sur les personnages » mais que l'intrigue est « prévisible ».
Dans leur livre sur la série, Robert Shearman et Lars Pearson lui donnent la note de 5/5, saluant cet épisode « absolument terrifiant » qui se double d'une attaque en règle contre « les valeurs américaines et le système familial ». Le journal The Gazette le classe à la 3e place des meilleurs épisodes standalone de la série, évoquant un épisode  « véritablement révolutionnaire ». Pour le site Allociné, qui le classe parmi les 10 épisodes les plus originaux de la série, c'est probablement l'épisode « le plus dérangeant car il traite d'un thème tabou : l'inceste » et qu'en plus « d'être une satire du rêve américain, il traite de la maternité de la manière la plus sordide qui soit ».
Parmi les critiques négatives, Phil Farrand le cite comme l'épisode qu'il apprécie le moins des quatre premières saisons, Mulder et Scully y étant dépeints comme « irréfléchis » alors que les frères Peacock semblent « sortir tout droit d'une bande dessinée ». Les auteurs du livre X-Treme Possibilities critiquent la violence excessive de l'épisode et le trouvent « écœurant » alors que les blagues de Mulder et Scully sont jugées « cruelles ».
Les membres de la famille Peacock sont souvent cités parmi les « monstres de la semaine » les plus marquants de la série. Louis Peitzman, du site BuzzFeed, les classe à la 1re place des monstres les plus effrayants de la série. Katie King, du webzine Paste, les classe à la 2e place des meilleurs monstres de la série. Pour Connie Ogle, de PopMatters, ils figurent parmi les monstres les plus mémorables de la série. Pour le magazine TV Guide, ils comptent parmi les monstres les plus effrayants de la série.

## Analyse
La Meute présente une vision satirique des valeurs familiales et met en exergue l'opposition entre les valeurs américaines traditionnelles et le monde moderne,. Pour Sarah Stegall, qui trace un parallèle entre l'épisode et la pièce de théâtre Buried Child (1978) de Sam Shepard, la séquence prégénérique de La Meute est une satire de l'idéologie du rêve américain. Elle utilise la mort d'un enfant pour « nous parler de nos peurs et nos espoirs enterrés, ainsi que des sombres secrets conservés au sein du cercle familial ».
Le village de Home englobe les valeurs traditionnelles de la famille nucléaire, qui sont elles-mêmes mises à mal par la famille Peacock, qui représente la face la plus obscure de ce paradis. Le village est la vitrine des côtés positifs d'une société qui n'est pas touchée par la mondialisation, alors que les Peacock exposent ses côtés négatifs. La dernière scène de l'épisode, où le dernier des frères Peacock et sa mère prennent la route dans une Cadillac, prêts à se lancer dans une nouvelle vie, est décrite comme « typiquement américaine ». Keith Booker compare les frères Peacock à la famille cannibale de Massacre à la tronçonneuse (1974) ainsi qu'à celle de La colline a des yeux (1977), exprimant le point de vue qu'ils représentent « le mal à l'état pur ». L'utilisation de l'entraînante chanson populaire Wonderful! Wonderful! lors d'une violente scène de meurtre a été décrite comme une perversion de la nostalgie,.
L'épisode explore par ailleurs le concept de la maternité. Selon Elyce Rae Helford, madame Peacock a été cantonnée par ses fils aux rôles typiquement féminins. Elle est la caricature de la mère aimante qui a perdu toute autre raison d'être que celle de faire tout ce qui est en son pouvoir pour ses enfants. Sonia Saraiya écrit que « la sympathie qu'éprouve Scully pour une femme qu'elle imagine persécutée s'inverse brutalement quand la mère se révèle être un monstre dont les priorités ne sont pas aussi simples ». L'épisode est également l'un des premiers à explorer le désir de Scully de devenir mère. Keith Booker déclare que l'épisode oppose la vision moderne de la maternité de Scully à la « notion pervertie de la famille » de madame Peacock. Pour Elyce Rae Helford, l'épisode préfigure « le destin de Scully d'être la mère d'une progéniture conçue technologiquement » lors de la saison suivante.

## Dans la culture populaire
- Il est fait référence au caractère incestueux de la famille Peacock dans la chanson "Camionneurs" du rappeur Seth Gueko : "Tout le monde se baise dans le hip-hop / On dirait la famille Peacock".